# Puig (entreprise)
Pour les articles homonymes, voir Puig.
Puig (\put͡ʃ\) est une société internationale consacrée aux secteurs des parfums, des cosmétiques, et de la mode. Elle a été fondée en 1914 à Barcelone, Espagne, par Antonio Puig Castelló. Elle est dirigée par la famille Puig.
Aussi bien dans le secteur de la mode que dans celui des parfums, elle travaille avec les marques Carolina Herrera, Nina Ricci et Paco Rabanne. Dans le secteur de la mode, elle est l’actionnaire majoritaire de Jean Paul Gaultier. Dans le domaine des parfums, elle produit sous licence des marques telles Comme des Garçons, Prada ou Valentino entre autres.

## Historique

### Débuts

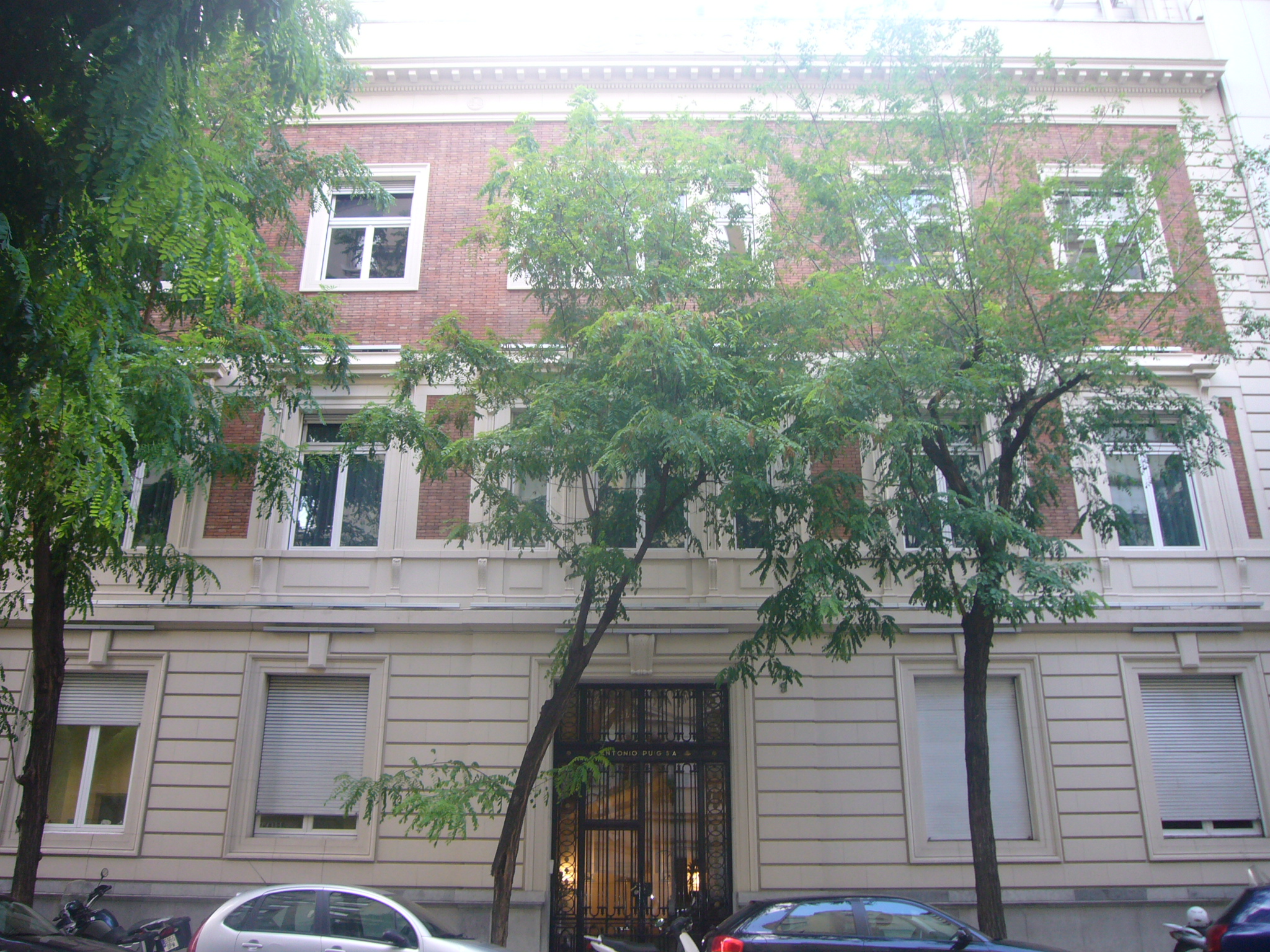
Ancien siège de Puig, sur la Travessera de Gracia, à Barcelone.

Les origines de l’entreprise remontent à  l'année 1914 quand Antonio Puig Castelló fonde la société, poussé par sa passion pour l’art. Dans un premier temps, l’entreprise prend le nom de son fondateur, se dénommant Antonio Puig SA, et dirige ses affaires vers les secteurs de la cosmétique et du parfum.
En 1922, Puig commercialise Milady, le premier rouge à lèvres fabriqué en Espagne. Dans les années 1940, elle commercialise le parfum Agua Lavanda Puig, qui deviendra l’un de ses produits emblématiques. Durant ces années, le fondateur Antonio Puig prend la décision de transférer l’usine et les bureaux, pour un bâtiment situé rue Travessera de Gràcia, dans le quartier de Gràcia de Barcelone.
Dans les années suivantes, les quatre enfants du fondateur commencent à travailler pour l’entreprise. La transition se fait de façon progressive. Antonio et Mariano se concentrent sur le domaine de la parfumerie, José María se consacre à la diversification et Enrique aux relations institutionnelles.

### Expansion
En 1959, Puig commence son expansion internationale avec la construction d’une nouvelle usine dans la Zone Industrielle El Besós i el Maresme, à Barcelone, et avec également la création de la première succursale en dehors de l’Espagne, aux États-Unis ; celle-ci a été impulsée par une lettre d’un étudiant espagnol de l’Université de l'Iowa, qui regrettait de ne pouvoir acheter Agua Lavanda Puig aux États-Unis. La véracité de ce fait a été confirmée plus tard par des sources internes à Puig. 
En 1968 démarre une filiale à Paris ; dans le même temps, la marque du créateur espagnol Paco Rabanne est intégrée à l’entreprise. Grâce à cette collaboration, en 1969 débute la commercialisation du parfum Calandre. Sept ans plus tard, Puig construit une fabrique de parfums en France, à Chartres. En 1987 Puig a incorporé définitivement l'entreprise de mode de Paco Rabanne.
L’un des faits historiques clés dans l’expansion internationale fut l’accord signé avec la créatrice vénézuélienne Carolina Herrera à New York dans les années 1980, pour la création et commercialisation de tous ses parfums. Plusieurs années plus tard, en 1995, est intégré à Puig la section prêt-à-porter de cette créatrice.

### Changement de nom

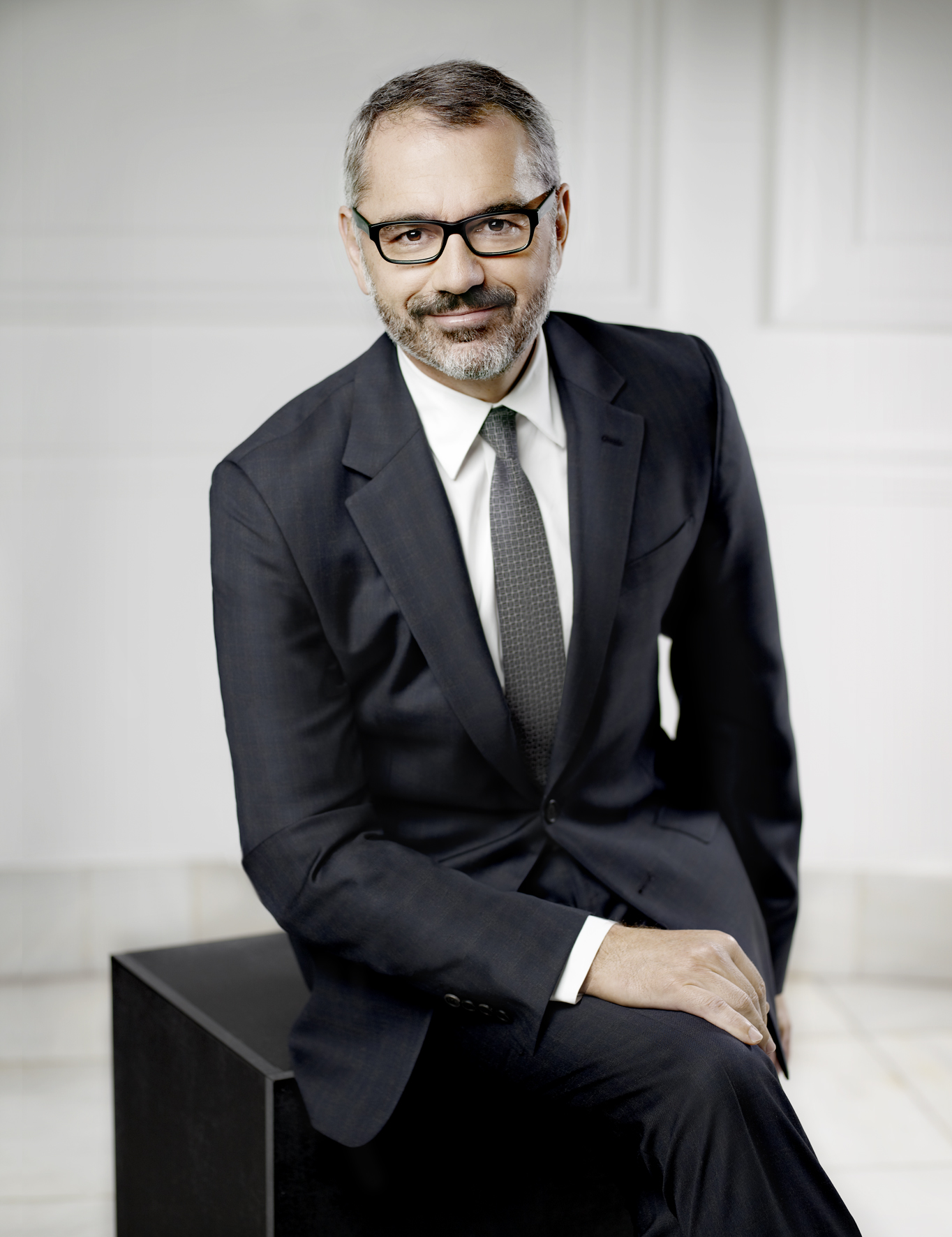
Marc Puig, PDG de la compagnie.

En 1997 Puig parvient à un accord avec Antonio Banderas pour la création et commercialisation de la marque « Antonio Banderas Fragrances ». L’année suivante la compagnie achète la marque Nina Ricci, continuant ainsi avec la politique d’acquisition de marques de prestige. Les affaires sont en croissance ; en 1999 la famille Puig refonde l’entreprise, lui donnant le nom de Puig Beauty & Fashion Group et gardant dans la même structure les trois grandes lignes d’activité : le prêt-à-porter, les cosmétiques, et les parfums.
En ligne avec cette politique d’expansion, Puig achète les sociétés espagnoles Perfumería Gal et Myrurgia (ca),.  Ces transactions ont consolidé le leadership de Puig dans le marché espagnol. Avec ces nouvelles acquisitions, les marques Adolfo Domínguez, Massimo Dutti et Heno de Pravia ont, elles aussi, été intégrées à Puig,.
En 2002, les parfums de l'entreprise de mode japonaise Comme des Garçons intègrent le groupe et, seulement un an après, c'est au tour des parfums de la marque italienne Prada. Ces deux marques font désormais partie du catalogue de Puig,.
Des changements surviennent dans les années 2000 parmi les dirigeants de la société, et Marc Puig, qui fait partie de la troisième génération de la famille, devient le président-directeur, puis devient le PDG en 2007, tout en conservant Manuel Puig comme vice-président de la compagnie. Grâce à cette nouvelle administration, l’accord avec la chanteuse Shakira pour le développement de sa ligne de parfums arrive en 2008.

### Depuis 2009

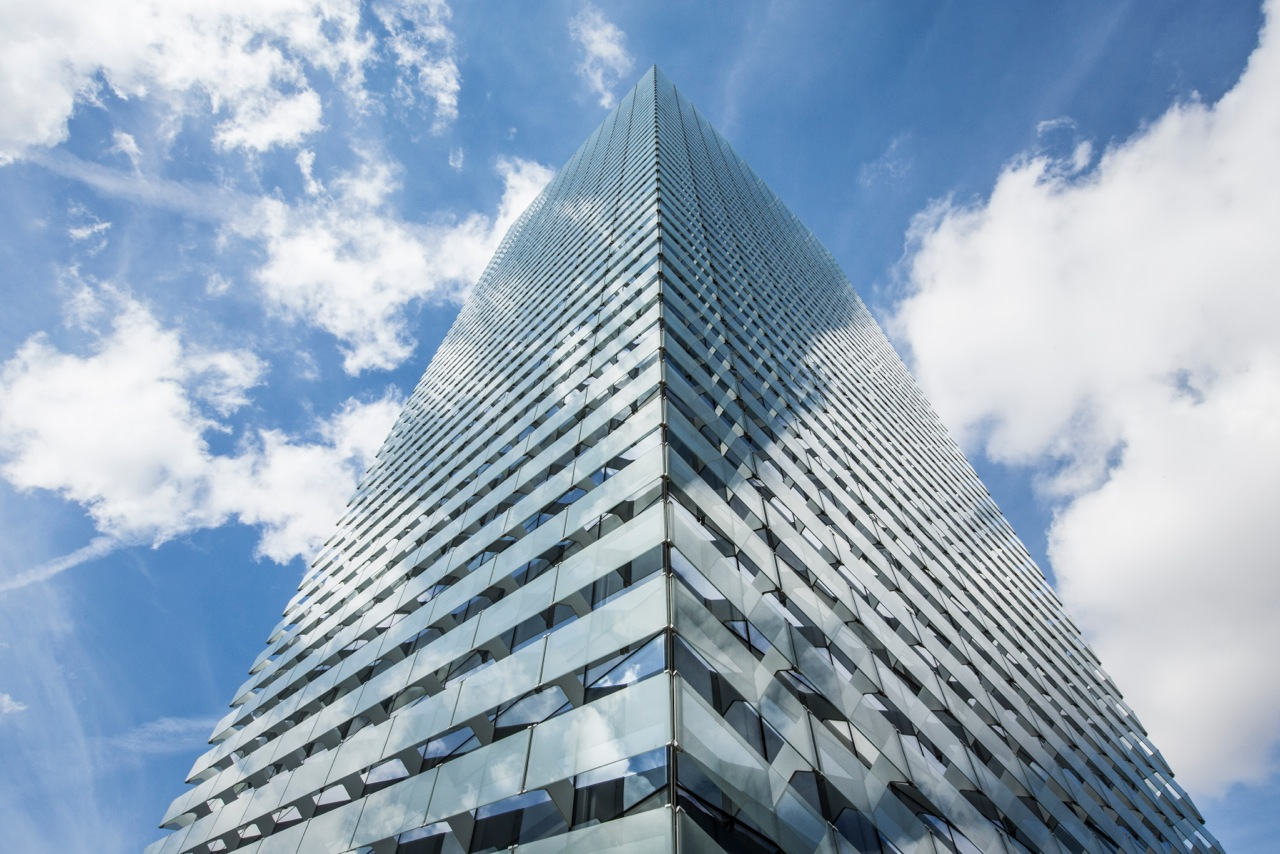
Torre Puig, Plaça d'Europa, L'Hospitalet de Llobregat (Barcelone).

En 2009 Puig Beauty & Fashion Group change de nom commercial pour la seconde fois, devenant Puig.
Pour le secteur de la « Mode », elle intègre la marque du créateur italien Valentino et celle du français Jean Paul Gaultier. Pour ce dernier, elle devient l’actionnaire majoritaire de la marque en achetant 45 % des actions à Hermès et 10 % à Jean Paul Gaultier lui-même. Le créateur conserve la direction artistique de la marque qui porte son nom. Début 2012, elle nomme Ralph Toledano à la tête de la marque puis prend la tête de la « division mode ».
En 2013, elle transfère son siège corporatif en France sur l'avenue des Champs-Élysées.
En 2018, Puig a misé sa croissance sur l'achat de nouvelles marques de niche telles avec une participation majoritaire dans Dries Van Noten, ainsi que dans Penhaligon's et L'artisan parfumeur. La compagnie a aussi terminé l'acquisition d'Eric Buterbaugh, et est arrivée à un accord avec Christian Louboutin pour le développement de sa société de beauté.
En 2020, Puig acquiert une participation majoritaire dans la marque britannique Charlotte Tilbury. En 2024, l'entreprise s'introduit sur le marché boursier espagnol, pour y recueillir des fonds nécessaires à sa croissance.

## Marques de parfums
Puig possède plusieurs marques de parfum : Nina Ricci, Carolina Herrera, Paco Rabanne, Comme des Garçons, Antonio Banderas, Shakira, Mango, Adolfo Dominguez, Agatha Ruiz de la Prada, Payot (cosmétiques de luxe, revendus en 2014 ne fait plus partie du groupe PUIG), Jean Paul Gaultier, Massimo Dutti, Victorio & Lucchino.

## Données financières
En 2010, Puig possède cinq usines de production, quatre en Europe et une au Mexique, qui produisent 331 millions d’unités de parfum par an. Avec cette production, en 2010, elle occupe le 7e rang mondial du secteur de la parfumerie. Elle est rapidement passée de 3,5 % à 7,6 % de parts de marché du secteur mondial de la parfumerie.
Elle réalise un chiffre d'affaires de 1,2 milliard d'euros en 2010 (avec une hausse de 22 %).
Pour l'année suivante, son chiffre d'affaires global s’élève à 1,933 Milliards d'euros, avec 242 millions d’euros de bénéfices,,. Les ventes du groupe, présent dans 150 pays et employant environ 4 000 personnes, sont essentiellement réalisées en Europe (53 %). Viennent ensuite l'Amérique latine (22 %), puis l'Amérique du Nord (10 %) et le reste du monde (15 %).
Après une année 2018 en berne, le chiffre d'affaires de Puig atteint 1,93 milliard d'euros (+5 % par rapport à 2015) et un résultat opérationnel de 242 millions (+6 %),, des résultats en phase avec l'objectif de la société d'atteindre les 3 milliards de chiffre d'affaires en 2025.

## La voile

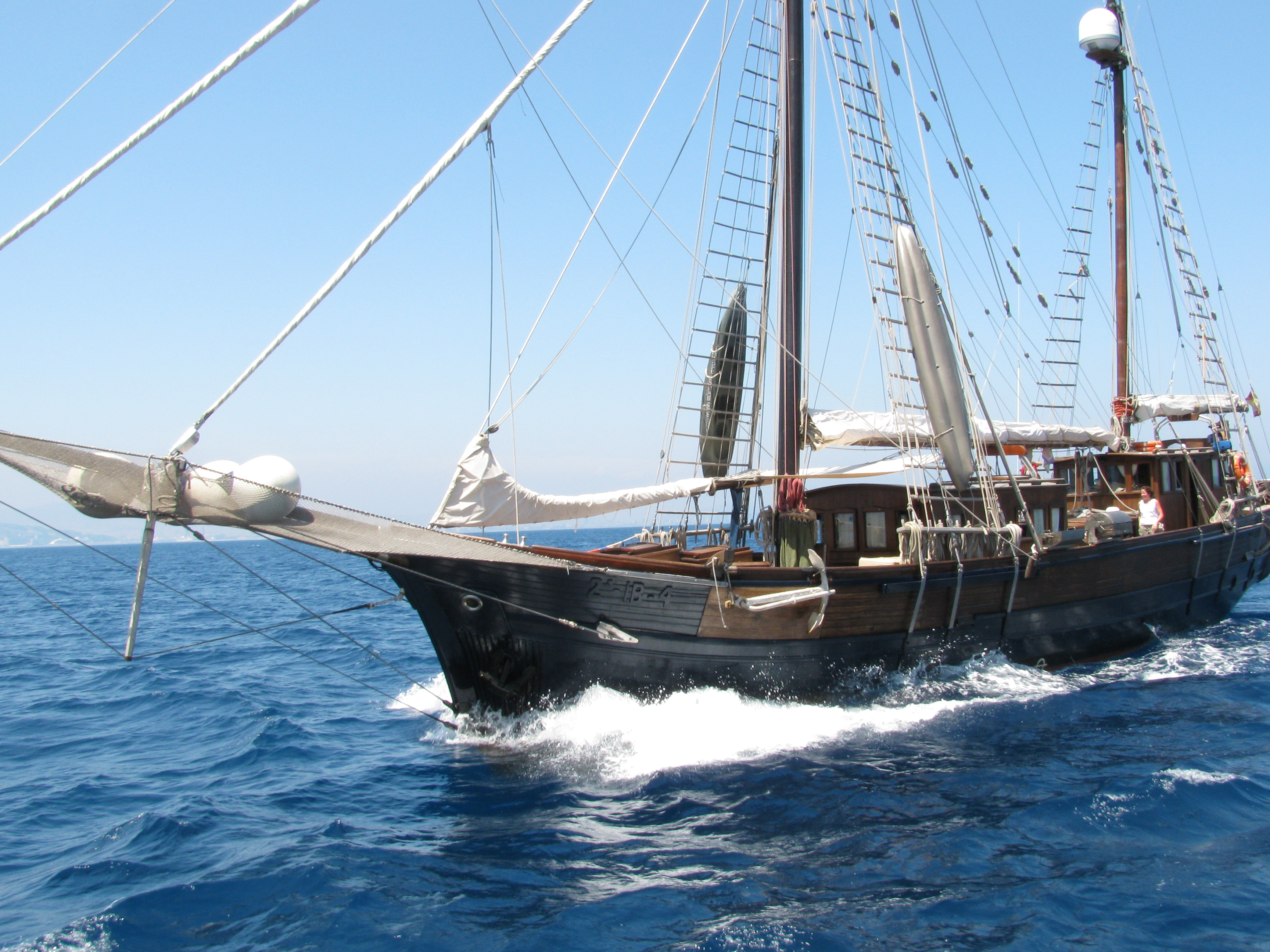
Une des embarcations classiques à la régate Puig Vela Clàssica en 2010.

La famille Puig est attachée au monde du nautisme et de la voile, et plus spécifiquement avec Enrique Puig, qui fut directeur adjoint de la société, et président du Salón Náutico et du Real Club Náutico de Barcelona.
La société a été le sponsor principal de la Copa del Rey de Vela entre 1984 et 2006. Elle a été l’armateur et sponsor du voilier Azur de Puig, bateau qui a participé aux événements nautiques de niveau international. Elle a eu Cristina de Borbón, fille cadette du roi Juan Carlos Ier d'Espagne, comme membre de son équipage.
Depuis 2008, en collaboration avec le Real Club Náutico de Barcelona, elle impulse et sponsorise la régate Puig Vela Clàssica, qui a lieu tous les ans à Barcelone pendant le mois de juillet. Cette régate est réservée à la fois aux embarcations classiques et traditionnelles. Elle est l’une des plus importantes au niveau mondial.